# Красикова, Антонина Тимофеевна
Антонина Тимофеевна Красикова — советский хозяйственный, государственный и политический деятель, Герой Социалистического Труда.

## Биография
Родилась в 1919 году в деревне Извоз в крестьянской семье. Член КПСС с 1944 года.
С 1936 года — на хозяйственной, общественной и политической работе. В 1936—1975 гг. — ученица текстильной школы фабрично-заводского ученичества, на фабрике «Рабочий», жительница и работница блокадного Ленинграда, в парткоме фабрики, ткачиха фабрики «Рабочий».
Указом Президиума Верховного Совета СССР от 7 марта 1960 года присвоено звание Героя Социалистического Труда с вручением ордена Ленина и золотой медали «Серп и Молот».
Избиралась депутатом Верховного Совета РСФСР 6-го созыва.
Жила в Ленинграде.